# Visone (torrente)
Il Visone è un torrente che scorre in provincia di Alessandria. Affluente di destra della Bormida, si getta in essa nei pressi di Visone dopo aver raccolto le acque di una breve valle dell'Appennino ligure.

## Idronimo
Nell'Elenco delle acque pubbliche relativo alla Provincia di Alessandria, predisposto nel 1919 dal Ministero dei lavori pubblici, il torrente veniva denominato torrente Visone di Valpiana e delle Rocche.

## Percorso

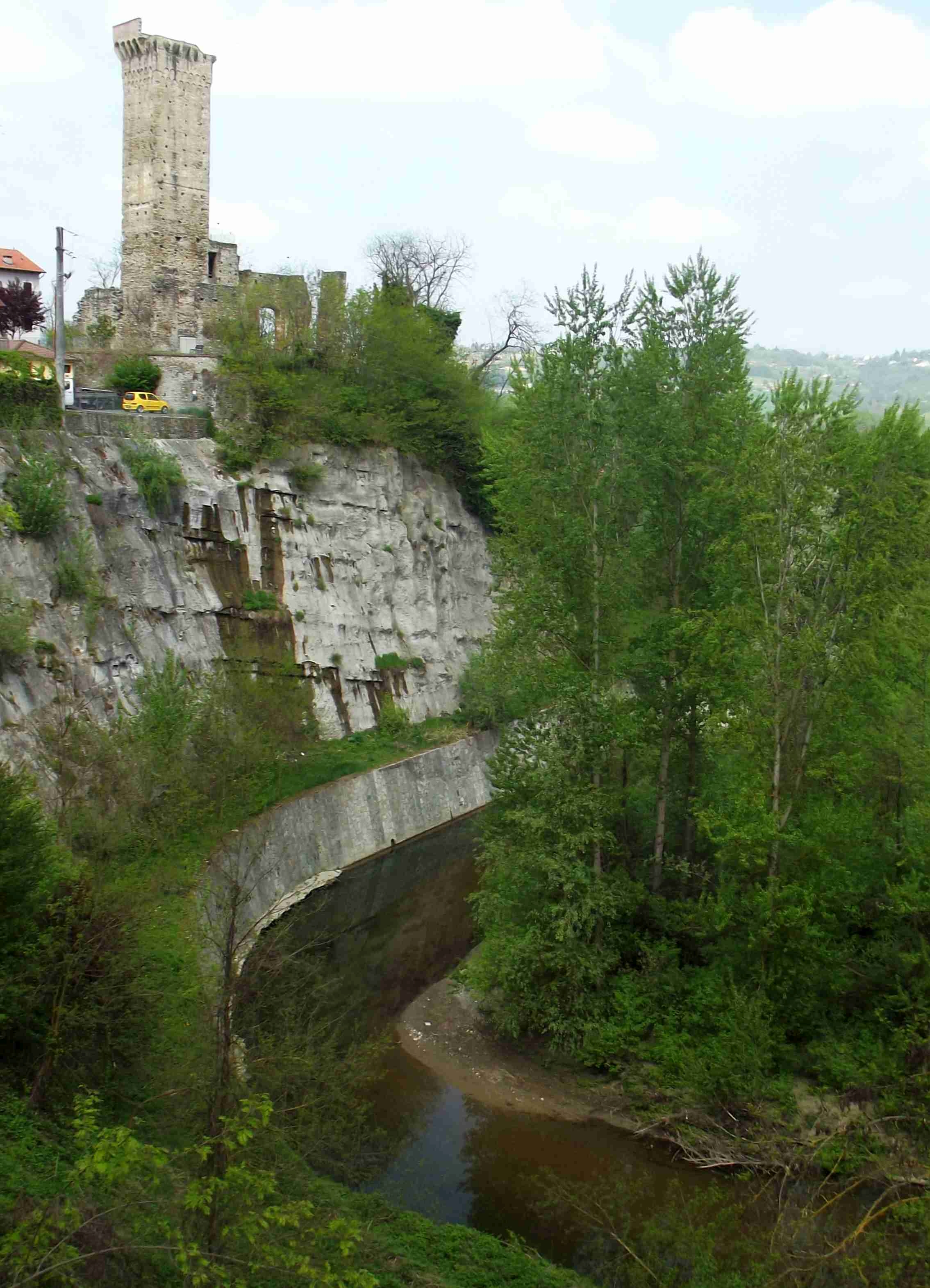
Il Visone nei pressi dell'omonimo paese.

Il Visone nasce a circa di 700 m s.l.m. nei pressi di Cimaferle, in comune di Ponzone, con il nome di rio delle Rocche.
Puntando verso nord, direzione che manterrà grossomodo invariata fino alla confluenza nella Bormida, cambia nome prima in rio Gambarello e, dopo aver ricevuto da sinistra il contributo del rio Lavandera (o Lavandara), diventa definitivamente il torrente Visone. A poco meno di 300 metri di quota è collocata la confluenza del rio dei Tre Alberghi; il Visone lambisce poi ad ovest il centro comunale di Grognardo, nei pressi del quale riceve da sinistra il rio di Verazza, l'ultimo affluente di rilievo.
Con percorso meandriforme entra poi in comune di Visone dove viene sovrappassato sia dalla Ferrovia Asti-Genova che dalla ex SS 456; va infine a congiungersi alla Bormida a 137 metri di quota.
Nella seconda metà del XIX secolo risulta attestata la presenza nel suo alveo di pagliuzze di oro nativo.

## Affluenti principali
- Rio dei Tre Alberghi (8 km di lunghezza[7]): nasce anch'esso non lontano da Cimaferle e corre quasi parallelo al Visone fino alla confluenza in quest'ultimo.
- Rio di Verazza (3,9 km di lunghezza[7]): drena la zona nord-occidentale del comune di Ponzone.

## Stato ambientale
Il torrente, almeno nella sua parte più a monte, è tuttora piuttosto integro da un punto di vista ambientale e le sue acque ospitano il gambero di fiume (Austropotamobius pallipes) e vari invertebrati indicatori di un buono stato ambientale quali plecotteri, efemerotteri e tricotteri.
Nel 2001 la fauna di macroinvertebrati di questo torrente e il suo impatto sulla Bormida sono stati studiati come possibile indicatore scientifico del livello di ripresa dei corsi d'acqua da precedenti stati severi di inquinamento. Nell'alveo del Visone sono stati inoltre condotti studi per analizzare il processo di decomposizione di carcasse di pesci in un tipico ambiente fluviale appenninico e il suo ruolo di risorsa energetica per il sistema fluviale stesso.

## Pesca
Da un punto di vista della pesca il torrente viene considerato appartenente alla categoria delle acque salmonicole dalle sorgenti fino a Grognardo.